# Suizid durch Schusswaffen

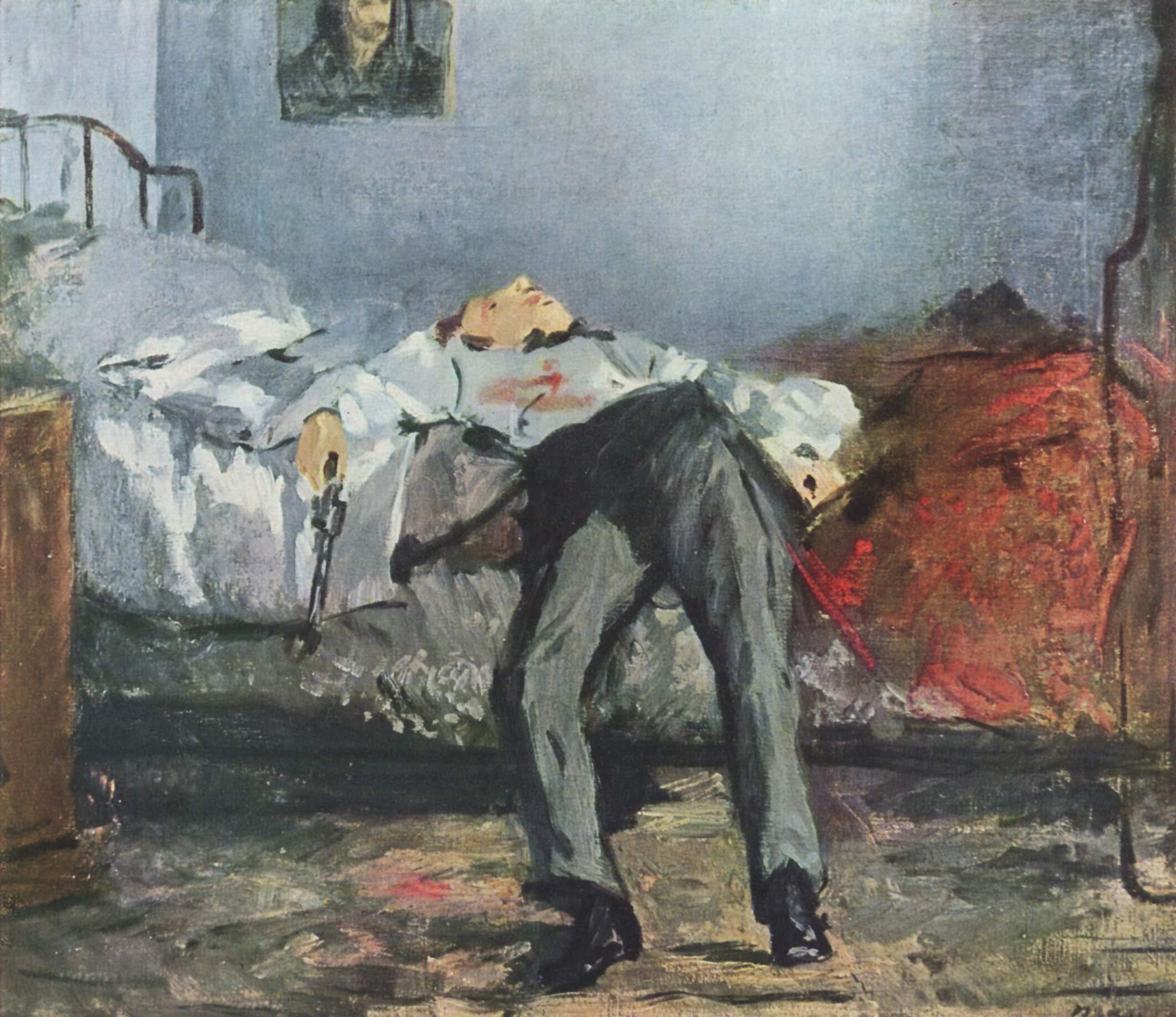
Der Selbstmörder. Gemälde von Édouard Manet aus dem Jahr 1877.

Der Suizid durch Schusswaffenanwendung ist eine Form des Suizides, bei der ein Mensch sich das Leben nimmt, indem er sich selbst in der Absicht zu sterben eine Verletzung mit einer Schusswaffe zufügt. In Deutschland werden rund 7,5 % der erfassten Suizide mit Hilfe von Schusswaffen vollzogen (Stand 2018).

## Häufigkeit und quantitative Relevanz
In der Bundesrepublik Deutschland ist der Suizid durch Schusswaffenanwendung nach dem Suizid durch Erhängen, der Selbstvergiftung mit Medikamenten und dem Suizid durch Sprung in die Tiefe gegenwärtig die am vierthäufigsten angewandte Methode zur Selbsttötung unter allen offiziell erfassten tödlich endenden Suizidhandlungen (Stand: Erhebungen für die Jahre 1998 bis 2018).
In den Jahren 1998 bis 2018 sind in der BRD beständig zwischen knapp über 680 und knapp über 900 Personen durch suizidalen Schusswaffengebrauch gestorben. Die höchste Zahl an Personen, die in einem Jahr durch Suizid durch Schusswaffengebrauch starben, lag bei 907 Personen im Jahr 2004, während die geringste Zahl der Suizidtoten durch Schusswaffengebrauch im Jahr 2018 mit 687 registriert wurde.
In den 21 Jahren 1998 bis 2008 lag die Zahl der Suizidtoten durch Schusswaffenanwendung pro Jahr in drei Jahren knapp über 900 Personen (1998, 1999 und 2004), in sieben Jahren zwischen 800 und 900 Personen (2000–2003, 2005, 2007, 2008), in neun Jahren zwischen 700 und 800 Personen (2006, 2009–2011, 2013–2017), und in zwei Jahren (2012 und 2018) leicht unter 700 Personen. Seit dem Jahr 2004 ist die Marke von 900 Suizidtoten pro Jahr durch Schusswaffenanwendung und seit dem Jahr 2008 ist die Marke von 800 Suizidtoten pro Jahr durch Schusswaffenanwendung nicht mehr überschritten worden.
Ein Ansteigen der Zahl der Suizidtoten durch Schusswaffen während zweier Jahre in Folge war zum letzten Mal in den Jahren 2002 bis 2004 festzustellen. Seither ist die Zahl in der Tendenz rückläufig, wobei kein Mal mehr ein Ansteigen während zweier aufeinanderfolgender Jahre auftrat und in der Summe in elf von fünfzehn Jahren ein Rückgang der Zahlen der Toten durch suizidale Schusswaffenanwendung erfolgte, während in drei Jahren (2006 auf 2007; 2009 auf 2010 und 2014 auf 2015) ein geringfügiger und in einem Jahr (2012 auf 2013) ein signifikanter Zuwachs zu verzeichnen ist.
In der offiziellen Statistik werden Suizidtote durch Schusswaffengebrauch traditionell zergliedert in die drei von der WHO entwickelten Indikationspunkte X72 („Vorsätzliche Selbstbeschädigung durch Handfeuerwaffe“), X73 („Vorsätzliche Selbstbeschädigung durch Gewehr, Schrotflinte oder schwerere Feuerwaffe“) und X74 („Vorsätzliche Selbstschädigung durch sonstige oder nicht näher bezeichnete Feuerwaffe“) angeführt.
In geschlechtsspezifischer Hinsicht ist festzustellen, dass die überwältigende Mehrheit der Suizidtoten durch Schusswaffen in der BRD Männer und nur ein verschwindend kleiner Anteil Frauen sind: Von 687 Suizidtoten durch Schusswaffen im Jahr 2018 waren z. B. 669 Männer und 18 Frauen; im Jahr 2010 entfielen auf 772 Schusswaffentote im Rahmen von Suiziden 744 auf Männer und 28 auf Frauen und im Jahr 2000 auf 836 Suizidtote durch Schusswaffen 798 auf Männer und 38 auf Frauen.
Besonders hoch ist die Zahl der Suizidtoten durch Schusswaffen in den westlichen Industrieländern traditionell in den Vereinigten Staaten von Amerika, was zumeist auf das verglichen mit anderen Ländern sehr restriktionslose Waffenrecht und den damit verbundenen hohen Grad an Verbreitung von Schusswaffen in der Bevölkerung zurückgeführt wird. So wurden in den USA im Jahr 2000 16.586 Suizidtote durch Schusswaffen registriert (in der BRD mit knapp einem Viertel der Bevölkerung: 836). Im Jahr 2005 wurden in den USA 17.002 Suizidtote durch Schusswaffen (BRD: 868) registriert und im Jahr 2010 19.392 (BRD: 772). In den Jahren 2015, 2016 und 2017 wurden schließlich in den USA 22.018 bzw. 22.938 bzw. 23.854 Suizidtote durch Schusswaffen registriert (BRD in denselben Jahren: 736 bzw. 708 bzw. 706). Die Gesamtsuizidquote in beiden Ländern ist jedoch trotz der erheblich unterschiedlichen Anzahl der jährlichen Suizidtoten durch Schusswaffenanwendung traditionell sehr ähnlich: So verzeichnete die BRD im Jahr 2000 13,5 Suizidtote auf 100.000 Einwohner, während die USA im selben Jahr auf 11,3 Suizidtote pro 100.000 Einwohner kam; im Jahr 2010 standen sich 12,3 Suizidtote pro 100.000 Einwohner in der BRD und 13,2 Suizidtote pro 100.000 Einwohner in den USA gegenüber, während im Jahr 2015 12,3 pro 100.000 Einwohner in der BRD und 15,0 in den USA registriert wurden. In einigen Ländern mit extrem rigidem Waffenrecht und nahezu gar keinen Suizidtoten durch Schusswaffen, wie z. B. Südkorea und Japan, liegt die Gesamtsuizidquote in einem Regeljahr sogar ganz erheblich höher als in den Vereinigten Staaten (Südkorea 2020: 20,2 auf 100.000 Einwohner).
Viele Forscher knüpfen an diese Gemengelage daher die Auffassung an, dass das Waffenrecht und der Grad der Verfügbarkeit von Schusswaffen nur für das Wie der Ausführung, nicht aber für das Ob eines Suizides entscheidend sind, d. h. dass ein restriktives Waffenrecht und eine geringe praktische Zugänglichkeit bzw. Verfügbarkeit von Schusswaffen zwar die Zahl der Suizide durch Schusswaffen deutlich reduzieren, nicht aber dazu beitragen, die Suizidquote an sich zu reduzieren. Praktisch wird die Datenlage häufig so interpretiert, dass eine sich aus einem strengen Waffenrecht und einem hohen Regulierungsgrad von Schusswaffen ergebende schwere Zugänglichkeit von Schusswaffen nicht dazu führt, dass Betroffene sich gar nicht umbringen, sondern dass die Unmöglichkeit oder Schwierigkeit für solche Personen an Schusswaffen zu kommen, diese lediglich dazu veranlasst, darauf zu verzichten, ihr Suizidvorhaben mit Schusswaffen auszuführen, sie aber nicht dazu bewegt, auf die Ausführung ihres Vorhabens ganz zu verzichten, so dass sie dieses, wenn sie es nicht mit Schusswaffen ausführen können, weil es ihnen nicht (oder nur sehr schwer) möglich ist, an Schusswaffen heranzukommen, anstatt mit Schusswaffen mit anderen Mitteln ausführen. Das heißt, die Schwierigkeit, an Schusswaffen heranzukommen, veranlasse Personen mit Suizidabsicht nicht dazu, ihre Absicht nicht auszuführen, sondern sie veranlasse diese nur dazu, auf andere Mittel als Schusswaffen auszuweichen, um ihr Vorhaben durchzuführen, ändere aber nichts daran, dass sie ihr Vorhaben als solches (nur eben mit anderen Mitteln als Schusswaffen) dennoch verwirklichen würden. So starben z. B. in den USA im Jahr 2014 21,386 Personen durch mit Schusswaffen ausgeführten Suiziden, während in Japan im selben Jahr lediglich sechs Personen durch Schusswaffeneinwirkung insgesamt starben (d. h. die Summe aller Sterbefälle durch Schusswaffen lag im Jahr 2014 bei sechs Personen, so dass diese Zahl sowohl Suizide mit Schusswaffen als auch Tötungen anderer Personen mit Schusswaffen umfasst). Die Gesamtsuizidquote in den Vereinigten Staaten lag im Jahr 2014 jedoch bei 12,93 Suiziden auf 100.000 Einwohner, während die Gesamtsuizidquote in Japan im selben Jahr bei 19,5 auf 100.000 Einwohner lag und somit mehr als 50 % höher war als die Suizidquote in den Vereinigten Staaten im selben Jahr.

## Erscheinungsform
Bei der Typisierung des Suizides durch Schusswaffen sind grundsätzlich zwei Varianten zu unterscheiden: Einmal der aktive Suizid durch Schusswaffen, der darin besteht, dass eine Person mit Schusswaffen Suizid begeht, indem sie sich selbst erschießt (also Suizid durch Selbsterschießung) als der Standard-Variante. Und zum zweiten die vergleichsweise seltene Variante des passiven Suizides durch Schusswaffen, bei dem eine Person Suizid durch Schusswaffen begeht, indem sie eine Situation herbeiführt, in der sie ihren Todeswunsch erfüllt, indem sie eine Faktorenkonstellation herbeiführt, in der andere Personen sie erschießen. Praxisbeispiele hierfür sind beispielsweise Soldaten, die sich dem Feind gezielt präsentieren, um diesen dazu zu veranlassen sie zu erschießen, um sie töten (z. B. indem sie sich gezielt auf eine exponierte Stelle, von der sie wissen, dass sie im Sicht- und Schussfeld des Feindes liegt, stellen) oder das Phänomen des Suicide by Cop, bei dem Personen sich, in der Absicht ihren eigenen Tod herbeizuführen, gezielt Polizisten in einer bedrohlich wirkenden Weise (z. B. mit Waffen oder Waffenattrappen in der Hand, wobei sie diese in einer Weise handhaben, die wirkt, als ob sie diese gegen die Polizisten einsetzen wollen) nähern, um diese dazu zu zwingen, sie (in dem Glauben dies tun zu müssen, um Schaden von sich selbst abzuwenden) in Notwehr oder Putativnotwehr zu erschießen.

### Suizid durch Selbsterschießung als Abschlusshandlung von Amokläufen
Der Suizid durch Selbsterschießung ist häufig ein Bestandteil von mit Schusswaffen durchgeführten Amokläufen. Die Selbsterschießung der Person oder der Personen, die einen Amoklauf (als einer einem bestimmten Handlungsmuster aus aufeinanderfolgenden Schritten folgenden Tat ritualisierter Gewalt) begeht/begehen, bildet dabei naturgemäß als eine Art Schlussapotheose den finalen Akt von Amokläufen, die in die Gruppe jener Sorte von Amokläufen fallen, bei denen der Täter die von ihm eingesetzten Schusswaffen nicht nur auf andere, sondern auch gegen sich selbst richtet.
So erschossen z. B. die Täter bei den Amoklauf an der Columbine High School in Denver (1999) sowie der Amokläufe von Erfurt (2002), Winnenden (2009), Sandy Hook (2012), München (2016) und Las Vegas (2017) sich zum Abschluss ihrer Amokläufe selbst.

### Suizid durch Selbsterschießung im politischen Bereich
Ein seit dem 19. Jahrhundert dokumentiertes immer wieder einmal auftretendes Phänomen ist die absichtliche Selbsterschießung von Personen als einem drastischen Mittel, um Aufmerksamkeit auf eine von ihnen als besonders wichtig angesehene Frage zu lenken: So verschaffte der tschechoslowakische jüdischer Künstler und Journalist Štefan Lux sich beispielsweise am 3. Juli 1936 Zugang zu einer Konferenz des Völkerbundes in Genf und erschoss sich vor den versammelten Deputierten, um Aufmerksamkeit auf die bedrängte Situation der in Deutschland lebenden Juden unter den Bedingungen der nationalsozialistischen Herrschaft.
Ein vereinzelt anzutreffendes Phänomen der Selbsterschießung als einem politischen Akt ist auch der Freitod von politischen Gefangenen, die sich aus Ablehnung ihrer Situation selbst erschießen. Aufgrund der üblicherweise extremen Schwierigkeit, denen Strafgefangene, die sich in den Besitz von Schusswaffen setzen möchten, gegenüberstehen, ist diese Form der Selbsterschießung freilich nur recht selten anzutreffen. Das bekannteste Beispiel hierfür in der jüngeren deutschen Geschichte wäre die Selbsterschießung von drei Angehörigen der vom Staat als Terroristengruppe eingestuften Organisation Rote Armee Fraktion (RAF) in der Strafanstalt Stuttgart-Stammheim im Jahr 1977 mit Hilfe von Schusswaffen, die sie auf unbekannte Weise in ihre Zellen einschmuggelten. Die betreffenden Personen (darunter Andreas Baader und Gudrun Ensslin) erschossen sich aufgrund der erkennbar gewordenen Aussichtslosigkeit ihrer Hoffnungen, dass es politischen Gesinnungsfreunden gelingen würde, sie aus der Haft zu befreien oder sie durch Entführungen prominenter Persönlichkeiten im Rahmen von „Gefangenenaustauschaktionen“ freizupressen, absprachegemäß alle drei in derselben Nacht in ihren benachbarten Einzelzellen in der Strafanstalt Stammheim. Dabei brachten sie sich selbst gezielt Schussverletzungen aus einem Winkel bei, der den Eindruck erwecken sollte, dass sie von hinten exekutiert worden seien. Auf diese Weise wollten sie, um den von ihnen abgelehnten Staat ein letztes Mal zu diskreditieren, es erscheinen lassen, als ob sie im Zuge eines Aktes illegaler Gewaltausübungen durch den Staat im Rahmen eines tödlichen Übergriffes der Staatsmacht auf politische Gefangene umgebracht worden seien.

### Suizid durch Selbsterschießung im militärischen Bereich
Seit dem 18. Jahrhundert ist der Suizid durch Selbsterschießung ein im militärischen Bereich nachweisbares Phänomen:
Als ein Akt auf gestisch-symbolischer Ebene war die absichtliche Selbsterschießung insbesondere im 19. und 20. Jahrhundert eine Handlung die von Heeresführern und hohen Offizieren, die die Verantwortung für eine Truppe, die eine schwere Niederlage erlitten hatte, trugen, bzw. die die Verantwortung für eine Truppe trugen, der scheinbar eine unabwendbare Niederlage unmittelbar bevorstand, häufig zu beobachten war. Motive für solche hohen Heeresführer, sich selbst zu erschießen, waren dabei a) die Aussichtslosigkeit der Situation, in der sich die Truppe, die sie führten, zu entkommen, b) der Aussichtslosigkeit der eigenen persönlichen Situation zu entkommen, c) der Wunsch, einer Gefangennahme durch Gang in den Tod zu entgehen oder d) der Schande der Niederlage zu entkommen. So erschoss sich z. B. der russische General Alexander Wassiljewitsch Samsonow am 30. August 1914 zum Ende der Schlacht von Tannenberg in der Anfangsphase des Ersten Weltkriegs im ostpreußischen Willenberg im Angesicht der bevorstehenden völligen Niederlage der von ihm kommandierten 2. russischen Armee gegen die deutsche 8. Armee.
Der deutsche Diktator Adolf Hitler erachtete es während des Zweiten Weltkrieges als eine Selbstverständlichkeit, dass Generäle sich zu erschießen hätten, um einer Gefangennahme durch ihre Gegner zu entkommen. So erklärte Hitler, als ihm im Februar 1943 gemeldet wurde, dass der General Friedrich Paulus nach der deutschen Niederlage in der Schlacht bei Stalingrad in Gefangenschaft gegangen sei, fassungslos: „Aber wie einer davor Angst haben kann, vor dieser Sekunde, mit der er sich aus der Trübsal [befreien kann, wenn ihn nicht] die Pflicht in diesem Elendstal zurückhält! Na!“ Und weiter: „Der Mann hätte sich erschießen sollen, wie die alten Heerführer, die sich in ihre Schwerter stürzten, wenn sie sahen, daß ihre Sache verloren war. Darüber ist kein Wort zu verlieren.“
Besonders viele Suizide durch Selbsterschießung unter hohen Militärs fanden auf deutscher Seite in den letzten Wochen des Zweiten Weltkrieges und in den Wochen unmittelbar nach Kriegsende statt: So erschoss sich z. B. der Admiral Hans-Georg von Friedeburg, wenige Tage nachdem er im Mai 1945 die deutsche bedingungslose Kapitulation als Vertreter der Kriegsmarine unterzeichnet hatte. In ähnlicher Weise erschoss sich der SS-General Carl Friedrich von Pückler-Burghauss am 12. oder 13. Mai 1945, nachdem er die letzte militärische Kapitulation des Zweiten Weltkriegs auf europäischen Boden unterzeichnet hatte, im tschechischen Rakowitz. Weitere Fälle von Selbsterschießung hoher deutscher Offiziere zum Ende des Zweiten Weltkriegs sind der letzte Generalstabschef des deutschen Heeres, Hans Krebs und des Generals Wilhelm Burgdorf. Diese hatten sich bereits am 1. Mai 1945 im Lageraum der Reichskanzlei angesichts der Ablehnung der von ihnen an die sowjetische Armee gerichteten Bitte nach einem Waffenstillstand erschossen.
Auch unter einfachen Soldaten ist das Phänomen, sich im Angesicht einer Niederlage und/oder Gefangennahme zu erschießen historisch immer wieder anzutreffen: Als Motive kommen dabei Stolz aber auch Furcht vor qualvoller Folter oder entsetzlichen Haftbedingungen, die einem drohen, falls man einem als besonders abscheulich oder grausam angesehenen Feind in die Hände fallen sollte, in Frage.
Eine weitere Form der Selbsterschießung im militärischen Kontext ist die Erschießung als Akt der (partiellen) Wiederherstellung der eigenen Ehre von Offizieren, die eines als unehrenhaft angesehenen Aktes überführt worden sind: Ein bekanntes Beispiel hierfür ist der österreichische Offiziers Alfred Redl, der sich im Mai 1913 erschoss, nachdem ruchbar geworden war, dass er Geheimnisverrat begangen hatte, indem er militärische Informationen an feindliche Mächte verkauft hatte. Dem ehemaligen deutschen Generalstabschef Ludwig Beck wurde nach dem Scheitern des Staatsstreichsversuchs vom 20. Juli 1944 auf seinen Wunsch eine Pistole übergeben, mit der er sich zwei Schussverletzungen in den Kopf beibrachte (da er dennoch nicht sofort starb, wurde ihm von einem Adjutanten ein Gnadenschuss versetzt). Außer Überführtheit des Hoch- oder Landesverrates können auch gesellschaftlich als anstößig angesehene Handlungen, derer eine Militärperson überführt worden ist, ein Grund sein, die diese dazu veranlasst sich selbst zu töten bzw. die Dritte dazu veranlasst, sie aufzufordern oder gar zu zwingen sich selbst zu erschießen: So erklärte der ehemalige Feldmarschall von Hindenburg, als im Jahr 1932 die Homosexualität des Stabschefs der SA, Ernst Röhm, in der deutschen Öffentlichkeit durch die Veröffentlichung einschlägiger Briefe in der Linkspresse bekannt wurde, dass man mit einem solchen Fall in der „alten Armee“ in der Weise umgegangen wäre, dass einem Offizier, der einer solchen Anstößigkeit überführt worden sei, kommentarlos eine Pistole auf den Schreibtisch gelegt worden wäre und der Betreffende schon gewusst hätte, was er zu tun habe, um seine angegriffene Ehre wiederherzustellen.

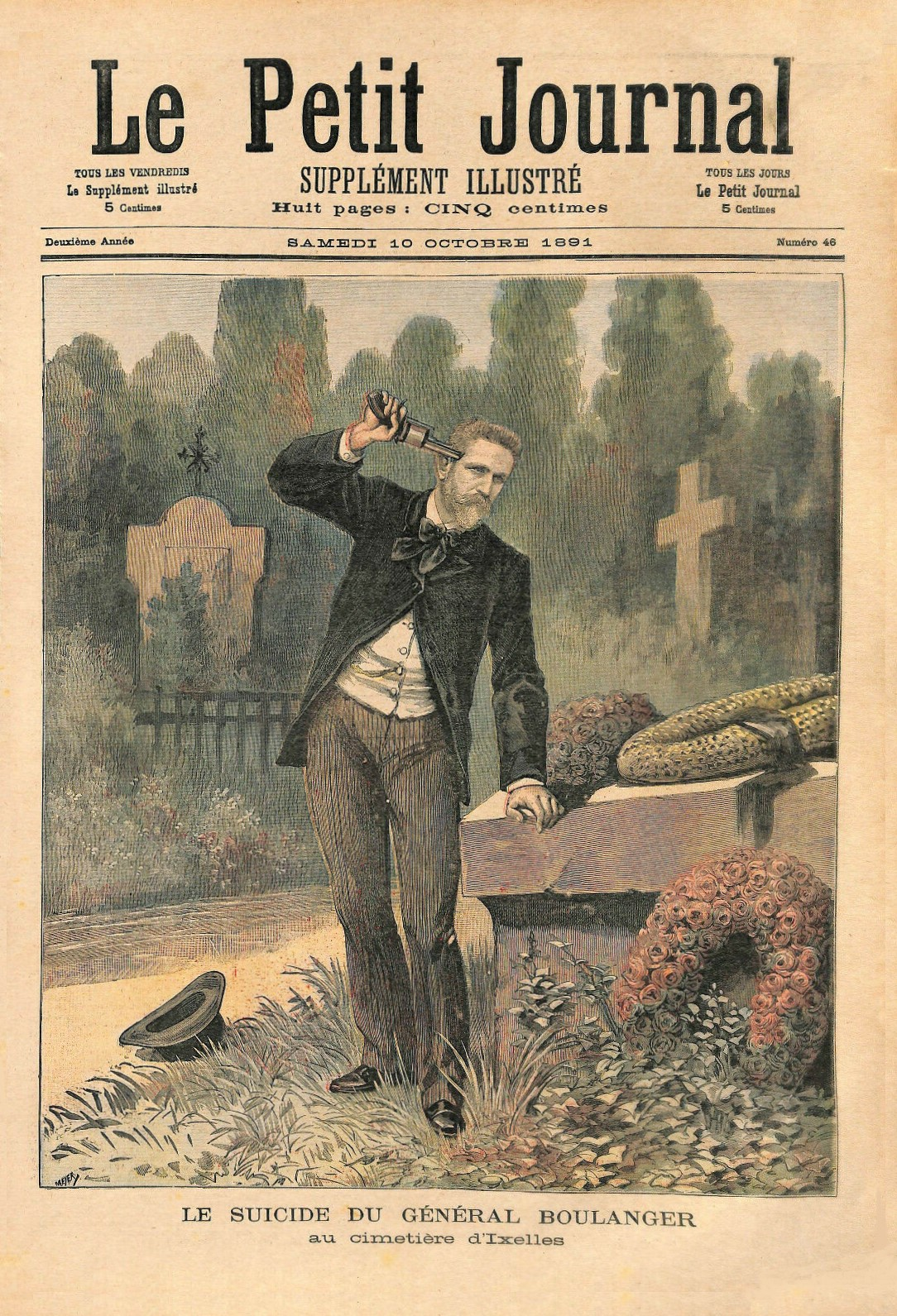
Darstellung der Selbsterschießung Georges Boulangers' im Jahr 1891 in einer zeitgenössischen Zeitschrift

Häufiger anzutreffen ist schließlich auch die Konstellation, dass eine ranghohe Militärperson sich durch Selbsterschießung tötet, nachdem ein Versuch, die bestehende politische Ordnung mit Hilfe der bewaffneten Macht umzustürzen und durch eine neue Ordnung zu ersetzen, an dem die betreffende Militärperson sich in führender Weise beteiligte, scheiterte. Beispiele hierfür sind der Fall des Generals Ludwig Beck, der sich nach dem Scheitern des Versuches, das damals in Deutschland an der Macht befindliche NS-System am 20. Juli 1944 durch einen Staatsstreich zu beseitigen (Beck war im Falle eines erfolgreichen Ausgangs dieses Umsturzversuches als neues Staatsoberhaupt vorgesehen), selbst erschoss; oder der französische General Georges Boulanger: Boulanger hatte 1889 gezögert, sich an die Spitze eines von seinen Anhängern bereits eingeleiteten Umsturzversuches zu stellen, und war, als die Regierung ihn wegen Verschwörung gegen die Sicherheit des Staates zur Verhaftung ausschrieb, nach Brüssel geflüchtet. Nachdem seine Situation im Exil aussichtslos geworden war, erschoss Boulanger sich am 30. September 1891 am Grab seiner Geliebten.

### Sonderform „Russisches Roulette“
Eine bedingt als eine Form des Suizides durch Schusswaffen darstellende Praktik stellt das als Russisches Roulette bekannt gewordene Glücksspiel dar. Bei diesem wird eine Schusswaffe, die über eine Trommelvorrichtung mit mehreren Bohrungen zum Lagern von Patronen verfügt, mit einer einzigen Patrone geladen. Sodann wird die Trommel in Drehung versetzt, so dass niemand weiß, welche Bohrung der Munitionstrommel die Patrone enthält. Anschließend nehmen zwei oder mehr Teilnehmer die Schusswaffe, zumeist ein Revolver, in die Hand, halten sie an ihren Kopf und betätigen den Abzug. Sofern bei der jeweiligen Betätigung des Abzugs die Bohrung der Trommel, die die Kugel enthält, auf eine Linie mit dem Waffenlauf gebracht wird, wird die Patrone abgefeuert und verletzt oder tötet den Spieler. Sofern eine der leeren Bohrungen der Trommel in Linie gebracht wird geschieht nichts, sondern es ist allenfalls ein leeres Klickgeräusch zu vernehmen. Sofern ein Spieler beim Abdrücken des Abzuges der Schusswaffe eine leere Bohrung erwischt hat, wird die Schusswaffe an den anderen (bzw. bei mehr als zwei: den nächsten) Spieler weitergereicht, der dann in der genannten Weise verfährt. Der Reiz bzw. das Risiko des Spiels besteht dabei darin, dass es üblicherweise eine reine Glückssache ist, ob die Waffe, die er sich an den Kopf hält, in dem Moment, in dem sie abfeuert, eine Kugel im Lauf hat oder nicht (bzw. ob eine beladene oder leere Bohrung der Waffentrommel zu dem Zeitpunkt, wenn er an der Reihe ist, die Waffe auf sich selbst zu richten und den Abzug zu betätigen, mit dem Abschusslauf in Linie gebracht ist) und er sich somit eine Kugel in den Kopf feuert, wenn er die Waffe betätigt (und damit mithin stirbt), oder nicht. Als Varianten des Russischen Roulettes sind das freiwillige Russische Roulette sowie das unfreiwillige Russische Roulette zu unterscheiden. An ersterem nehmen die Teilnehmer aus freien Stücken oder zumindest aus nicht-gewaltsamem tatsächlichen oder empfundenen Druck (z. B. dem Glauben milieubedingten sozialen Erwartungshaltungen entsprechen zu müssen, „Gruppenzwang“ etc.) teil, während die Teilnahme am letzteren mit Gewalt oder harten Sanktionsdrohungen erzwungen wird. Ein Beispiel hierfür wären Russische Roulette-Partien, zu denen z. B. Kriegsgefangene während des Vietnamkrieges gezwungen wurden.
Das auf freiwilliger Basis gespielte Russische Roulette ist nur eingeschränkt als ein mit Schusswaffen ausgeführter Suizid anzusehen, da der Spieler nicht definitiv die Absicht haben muss, sich selbst durch die Teilnahme an dem Spiel zu töten, sondern er das Risiko, durch seine Spielteilnahme zu Tode zu kommen „nur“ billigend in Kauf nimmt. Allerdings sind auch Fälle bekannt geworden, in denen todeswillige Personen das freiwillige Russische Roulette so lange gezielt immer wieder spielten, bis sie bei diesem Glücksspiel des „Pech“ bzw. „Glück“ hatten, dass die für das Spiel benutzte Schusswaffe in dem Moment, in dem sie an der Reihe sind, die Waffe auf sich zu richten und den Abzug zu betätigen, zufällig eine Kugel im Lauf hat.

## Beratungsangebote
Für Personen, die einen Suizid durch Schusswaffen erwägen (oder auch einen Suizid mit anderen Mitteln erwägen), die aber für Alternativen offen sind, haben Personen bzw. Organisationen, die diese Handlungsweise ablehnen verschiedene Beratungsangebote wie z. B. die Telefonseelsorge eingerichtet, bei denen sie sich über Alternativen beraten und z. T. sogar praktische Unterstützung vermitteln lassen können.

## Bekannte Fälle von Selbsttötungen mit Schusswaffen
Am 15. Juli 1974 erschoss die amerikanische Fernsehmoderatorin Christine Chubbuck sich absichtlich vor laufender Kamera, während der von ihr moderierten Live-Nachrichtensendung Suncoast Digest des Fernsehsenders WXLT-TV, mit einem .38er-Revolver durch einen Kopfschuss. Sie starb wenige Stunden später im Krankenhaus. Die Tat ist der erste bekannte Fall, in dem sich ein Mensch live vor laufenden Kameras umbrachte. Die Aufnahmen der Tat wurden vom Eigentümer des Senders bis zu seinem Tod unter Verschluss gehalten und danach seiner Witwe übergeben. Später wurde sie einer Anwaltsfirma zur Verwahrung übergeben.

## Suizid durch Schusswaffen als Motiv in Kunst, Literatur und Film

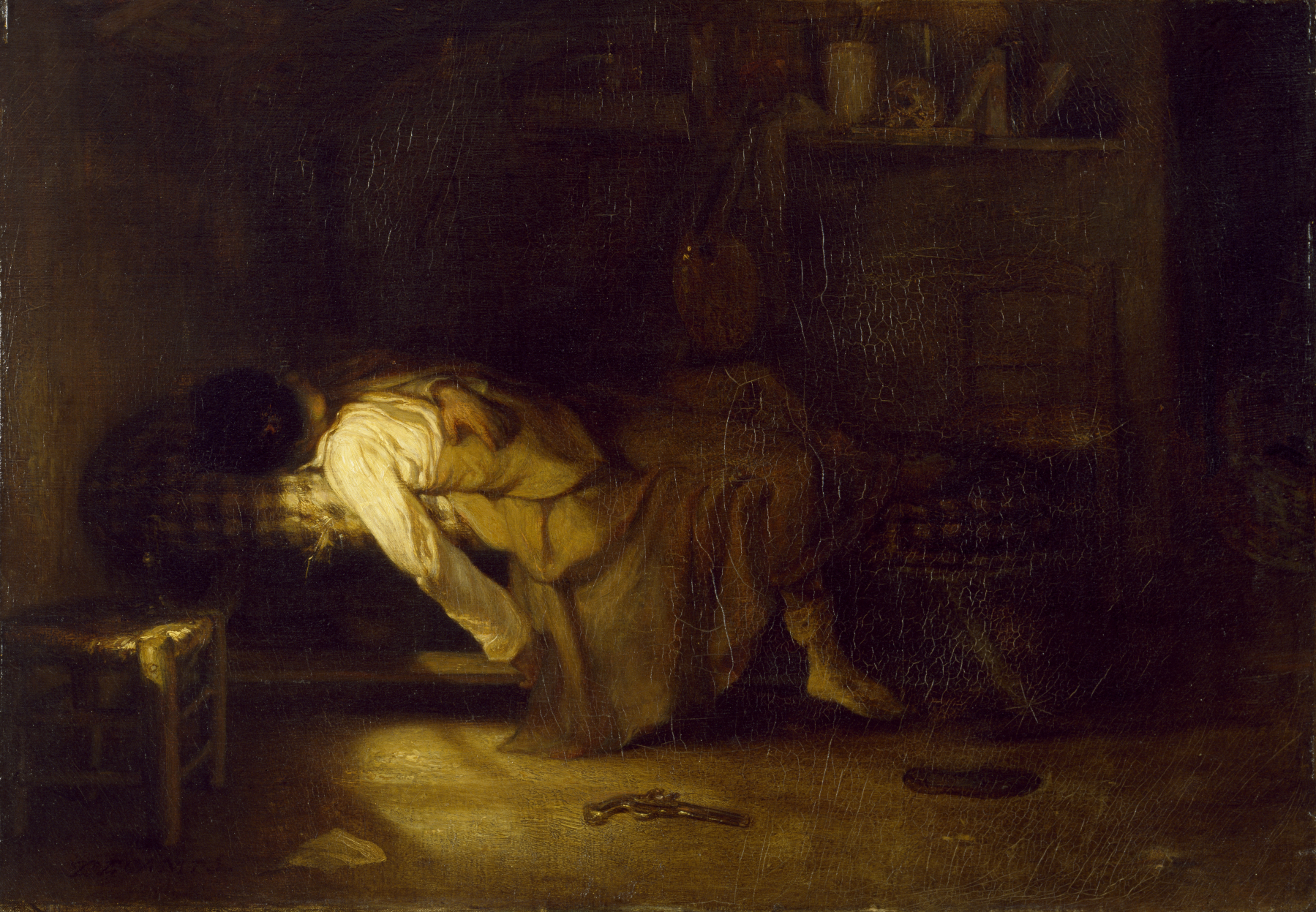
Gemälde von Alexandre-Gabriel Decamps, das wahrscheinlich die Selbsterschießung eines befreundeten Malers zeigt.

Seit dem 18. Jahrhundert ist der Suizid durch Schusswaffengebrauch ein häufiger anzutreffendes Motiv in Werken der Literatur.
Eine der im deutschen Sprachraum bekanntesten Darstellungen einer Selbsterschießung findet sich in Johann Wolfgang von Goethes Briefroman Die Leiden des jungen Werther
In dem Filmdrama Der Club der toten Dichter des Regisseurs Peter Weir von 1989 schleicht der von Robert Sean Leonard verkörperte, poetisch veranlagte jugendliche Protagonist Neil Perry sich in einer der letzten Szenen des Filmes nachts heimlich in das Arbeitszimmer seines autoritären – kein Verständnis für Wünsche und Neigungen seines Sohnes habenden – Vaters, nachdem der Vater ihm verboten hat, die von ihm gewünschte Laufbahn als Schauspieler einzuschlagen und stattdessen von ihm verlangt, einen ihn nicht erfüllenden praktisch orientierten Beruf zu wählen, nimmt die Waffe des Vaters aus dessen Schreibtisch und erschießt sich mit dieser.
In der Comic-Reihe Sin City von Frank Miller erschießt die Figur des toughen Polizisten John Hartigan, die Hauptfigur des Subplots „That Yellow Bastard“, sich am Endes dieses Subplots: Der von Hardigan handelnde Erzählstrang schildert, wie dieser eine junge Frau aus der Gewalt des degenerierten Sohnes eines mächtigen Politikers rettet. Der grausame und sadistische Politikersohn macht sich routinemäßig ein pervertiertes Vergnügen daraus, Mädchen und junge Frauen zu schänden und zu Tode zu quälen. Hardigan besiegt den Politikersohn in einem brutalen Zweikampf und tötet ihn. Anschließend schickt er das von ihm gerettete Opfer fort. Da er fürchtet, dass, falls er (Hardigan) versuchen würde, sich durch Flucht den Rachegelüsten des Politikers wegen der Tötung seines Sohnes zu entziehen, der Politiker versuchen würde, ihn dadurch ausfindig zu machen, dass er der von seinem Sohn gepeinigten jungen Frau weiter nachstellen und ihr schlimme Dinge antun würde, um durch sie an ihn (Hardigan) heranzukommen, entscheidet Hardigan sich noch an Ort und Stelle, kurz nachdem er den Politikersohn getötet und die junge Frau mit der Versicherung, dass er bald nachkommen werde, fortgeschickt hat, sich mit seiner Pistole zu töten. Er rationalisiert dies mit dem Satz “An old man dies, a young woman lives. Fair trade.” (Ein alter Mann stirbt, eine junge Frau lebt. Ein faires Geschäft."). Seine Selbsttötung, die erfolgt, indem er auf die Knie sinkt und sich eine Kugel in den Kopf schießt, wird in einem berühmt gewordenen stilisierten Schwarz-Weiß-Panel gezeigt, das eine Silhouettenansicht der Selbsterschießung präsentiert. In dem Spielfilm Sin City von 2005, in dem Hardigan von Bruce Willis verkörpert wird, wird die Szene der Selbsterschießung Hardigans in einer weitgehend der Optik der Vorlage entsprechenden atmosphärischen Aufnahme in der Bildsprache des Film Noir adaptiert, bei der Aufnahmen eines realen Darstellers an einem realen Set in gezeichnete Zeichentrickaufnahmen übergehen, die den Akt der Selbsterschießung aus der Frontalperspektive in Form von gezielt schlichten – in einem harten Schwarz-Weiß-Kontrast gehaltenen – Umrisszeichnungen zeigen.
Im Film Full Metal Jacket von Stanley Kubrick erschießt sich Private Paula (gespielt von Vincent D’Onofrio) auf der Toilette, nach dem er seinen Peiniger, Gunnery Sergeant Hartman (gespielt von R. Lee Ermey), erschossen hatte.
Im Kontrast zu solchen heroisch motivierten Handlungen der Selbsterschießung steht das häufiger anzutreffende Motiv der Selbsterschießung von Schurken einer Schilderung, die dem Zweck dient, sich einer Bestrafung für begangene Verfehlungen zu entziehen. So erschießt z. B. der korrupte Gefängnisdirektor in Stephen Kings Die Verdammten sich in einer der letzten Szenen des Romans, nachdem Beweise für seine korrupten Machenschaften durch den Protagonisten des Romans, den Steuerberater Andy Duphrey, der am Ende des Romans aus dem Gefängnis fliehen kann, zur Kenntnis der Behörden gebracht worden sind, als er die Polizei, die zu seiner Verhaftung ausgeschickt worden ist, kommen hört.
Ein passiver Suizid durch Schusswaffen in der Variante suicide by cop wird in dem Film Falling Down von 1991 gezeigt: Der Film handelt von einem von Michael Douglas verkörperten Kleinbürger, der nach einem Nervenzusammenbruch einen Amoklauf veranstaltet, bei dem er sich quer durch die Stadt San Francisco bewegt und dabei allen Erscheinungen des Großstadtlebens, mit denen er in Berührung kommt und die ihn stören, mit brutaler Gewalt zu Leibe rückt. In der letzten Szene des Films wird der Mann auf einem Vergnügungspier in San Francisco von einem von Robert Duvall dargestellten Polizisten ausfindig gemacht. Als der Amokläufer den ihn konfrontierenden Mann als Polizisten erkennt, der ihn zu verhaften beabsichtigt, macht er Anstalten, eine scheinbare Schusswaffe auf ihn zu richten. Der Polizist schießt ihn daraufhin in Notwehr nieder. Im Sterben demonstriert der Mann, dass es sich bei der Schusswaffe, die er auf den Polizisten gerichtet hat, tatsächlich um ein harmloses Kinderspielzeug handelt und erklärt, dass er den Tod – zumal er sein Leben ohnehin als zerstört ansieht – einem Dasein im Gefängnis vorzieht.
In Filmen der Stummfilmzeit sowie in amerikanischen Film- und Cartoonproduktionen der 1930er, 1940er und 1950er Jahre war die absichtliche Selbsterschießung von Figuren als ein zu humoristischen Zwecken verwendetes Stilmittel ein häufiges Motiv:
So erschießt sich zum Beispiel am Ende des Films Laurel und Hardy: Alle Hunde lieben Stan aus der „Dick und Doof“-Reihe aus dem Jahr 1931 der Pensionswirt, in dessen Haus die beiden notorisch tollpatschigen Titelfiguren der Reihe in diesem Film abgestiegen sind: Nachdem die beiden Protagonisten mit einer langen Reihe von haarsträubenden Ungeschicklichkeiten für Unruhe in seiner Pension gesorgt und ihn allerhand Nerven gekostet haben, verweist der Hauswirt die beiden seines Hauses. Just in diesem Moment erscheint ein Polizist und gibt bekannt, dass das Haus aus medizinischen Gründen unter Quarantäne stehe und niemand es für die nächsten zwei Monate verlassen dürfe. Der erschöpfte Wirt erklärt daraufhin in der Schlussszene, dass er nicht die Kraft habe, zwei geschlagene Monate mit den beiden nervtötenden Männern auf engem Raum zusammengepfercht zu verbringen, verlässt den Raum, in dem die Szene spielt, und begibt sich in einen Nebenraum. Kurz darauf ist aus dem Off ein kurzer Pistolenknall zu hören, der signalisiert, dass der Wirt sich erschossen hat. Daraufhin nehmen Dick, Doof und der Polizist in der letzten Aufnahme des Films ihre Hüte ab und senken ihre Köpfe in Reverenz vor dem Toten. Der morbide Humor der Szene ergibt sich aus dem Kontrast, dass der Wirt Dick und Doof als derart nervenzehrende Personen ansieht, dass er lieber in den Tod geht, als sich in das Los, mit diesen Männern zwei Monate zusammenleben zu müssen, fügt.
Desgleichen finden sich in zahlreichen Cartoons der Zeit Szenen, in denen zu humoristischen Zwecken, gezeigt wird, wie Figuren spontan in Situationen der Enttäuschung oder Bedrückung Schusswaffen in der Absicht auf sich richten, sich zu erschießen. So z. B. in dem Film Happy Birthdaze (1943) aus der Reihe um den schlagstarken Matrosen Popeye. Hier beschließt ein von dem Komiker Arnold Stang gesprochener Matrose mit einem Revolver auf seinen Kopf zu zielen, nachdem er anders als die anderen Mitglieder der Crew des Schiffes, auf dem er und der Titelheld Popeye zur See fahren, keine Grußkarte zum Valentinstag erhält.